# Pyrus caucasica
Poirier du Caucase
Espèce
Classification phylogénétique
Pyrus caucasica, le poirier du Caucase, est une espèce de plantes à fleurs de la famille des Rosaceae. C'est un poirier endémique des montagnes du Caucase.
Il est considéré comme un ancêtre sauvage du poirier cultivé européen Pyrus communis,. L'analyse des marqueurs microsatellites ont confirmé les travaux morphologiques antérieurs qui suggéraient une relation étroite entre les cultivars de poiriers de Géorgie locaux et Pyrus caucasica.  
Synomyne
D'après la base de données Tropicos, il existe un synonyme:
- Pyrus communis subsp. caucasica Browicz

The Plant List ne donne pas de synonyme.

## Description
Le poirier du Caucase a un port généralement largement pyramidal ou une couronne ovoïde élancée. Il mesure de 15 à 25 m de haut. L'écorce gris foncé, profondément cannelée, se fissure en écailles qui peuvent s'exfolier. En vieillissant, son tronc devient gris foncé, presque noir,. Les jeunes rameaux sont verdâtres ou brun foncé avec quelques petites lenticelles.
Les feuilles longuement pétiolées sont ovales à elliptiques, ou orbiculaires, brillantes, vert foncé, de 4-8 cm de long, à bord entier,. L'apex est une pointe courte et pointue et la base est largement cunéiforme.
Les fleurs hermaphrodites, à 5 pétales blancs ou rosés, de 3-5 cm de diamètre, éclosent en avril, en grand nombre. Elles sont disposées en fascicules par groupes de 5 à 9.
En automne, les fleurs donnent de petits fruits subglobuleux parfois piriformes, de 1,5 à 3 cm de diamètre, jaunes ou vert jaunâtre. La pulpe est blanche ou verdâtre, aigre-douce, astringente et amère, avec un grand nombre de graines, noircissant à maturité, comestibles.
Le poirier du Caucase supporte le gel (rusticité de 1 à 6).
P. caucasica est assez proche de P. pyraster mais Asanidze et al (2011) indiquent, dans une étude morphométrique comparative, que P. caucasica diffère nettement de P. pyraster par la marge foliaire qui est entière chez P. caucasica et crénelée ou serretée chez P. pyraster.

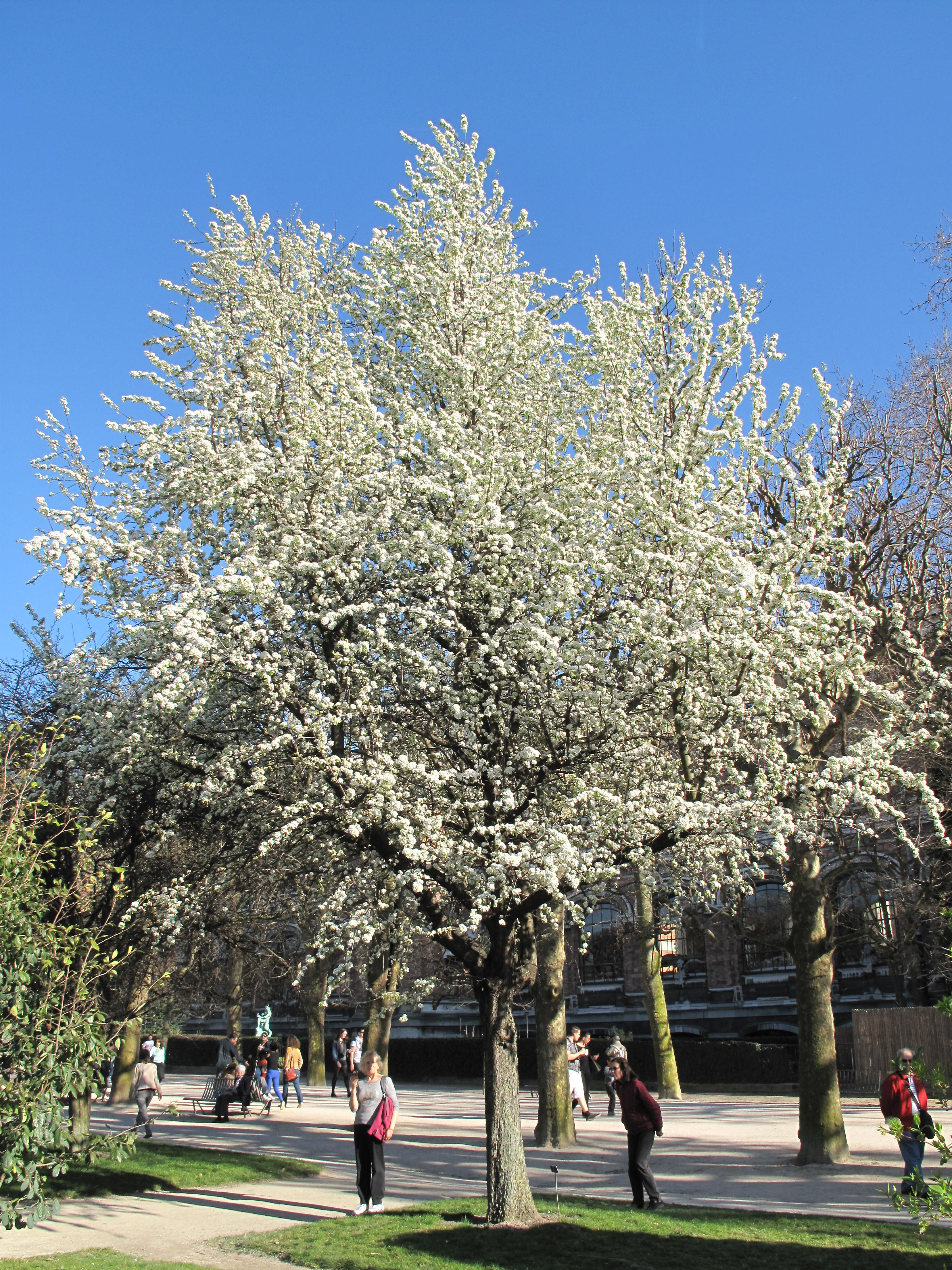
Pyrus caucasica (Jardin des Plantes, Paris
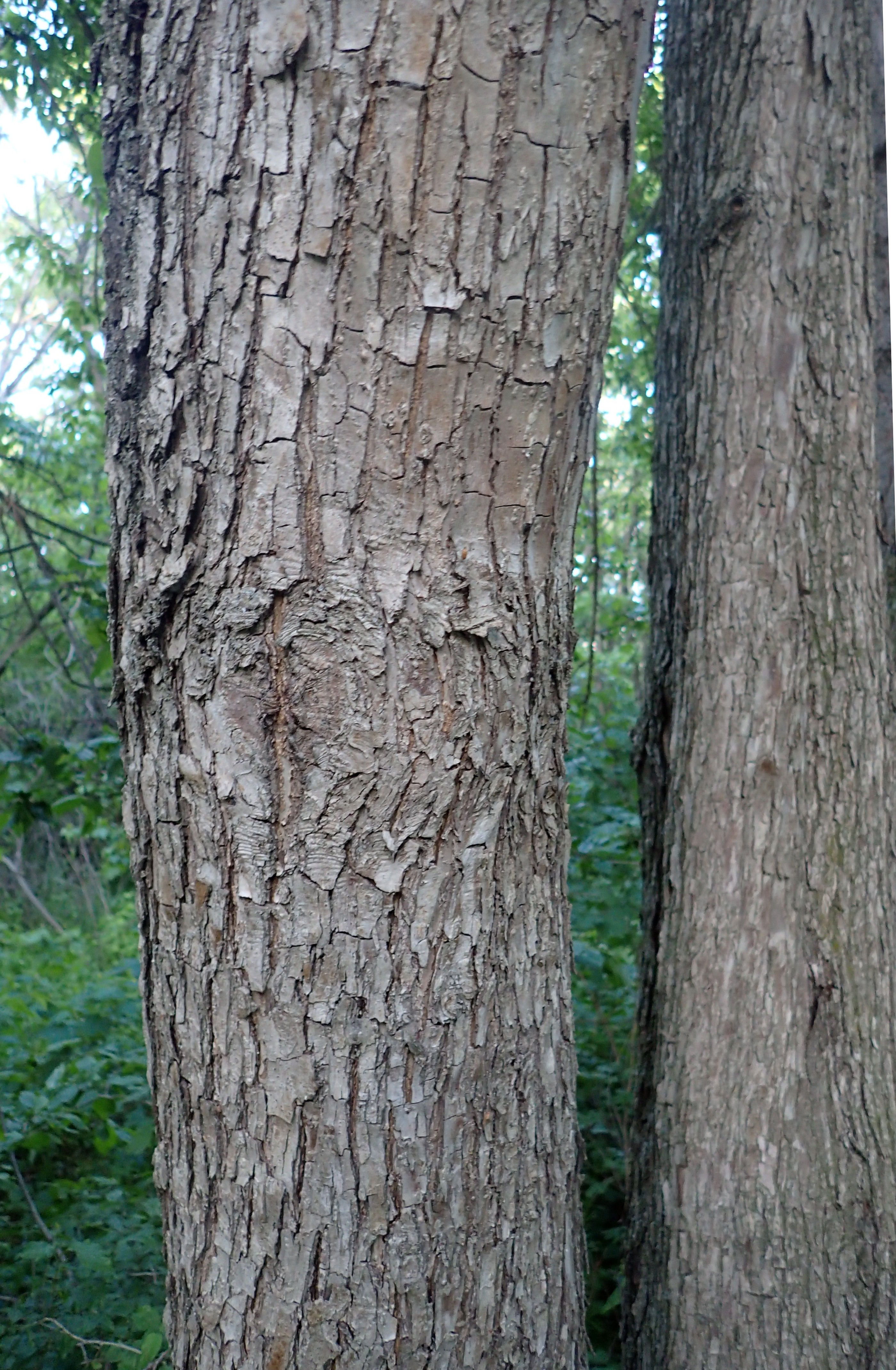
Tronc, écailles
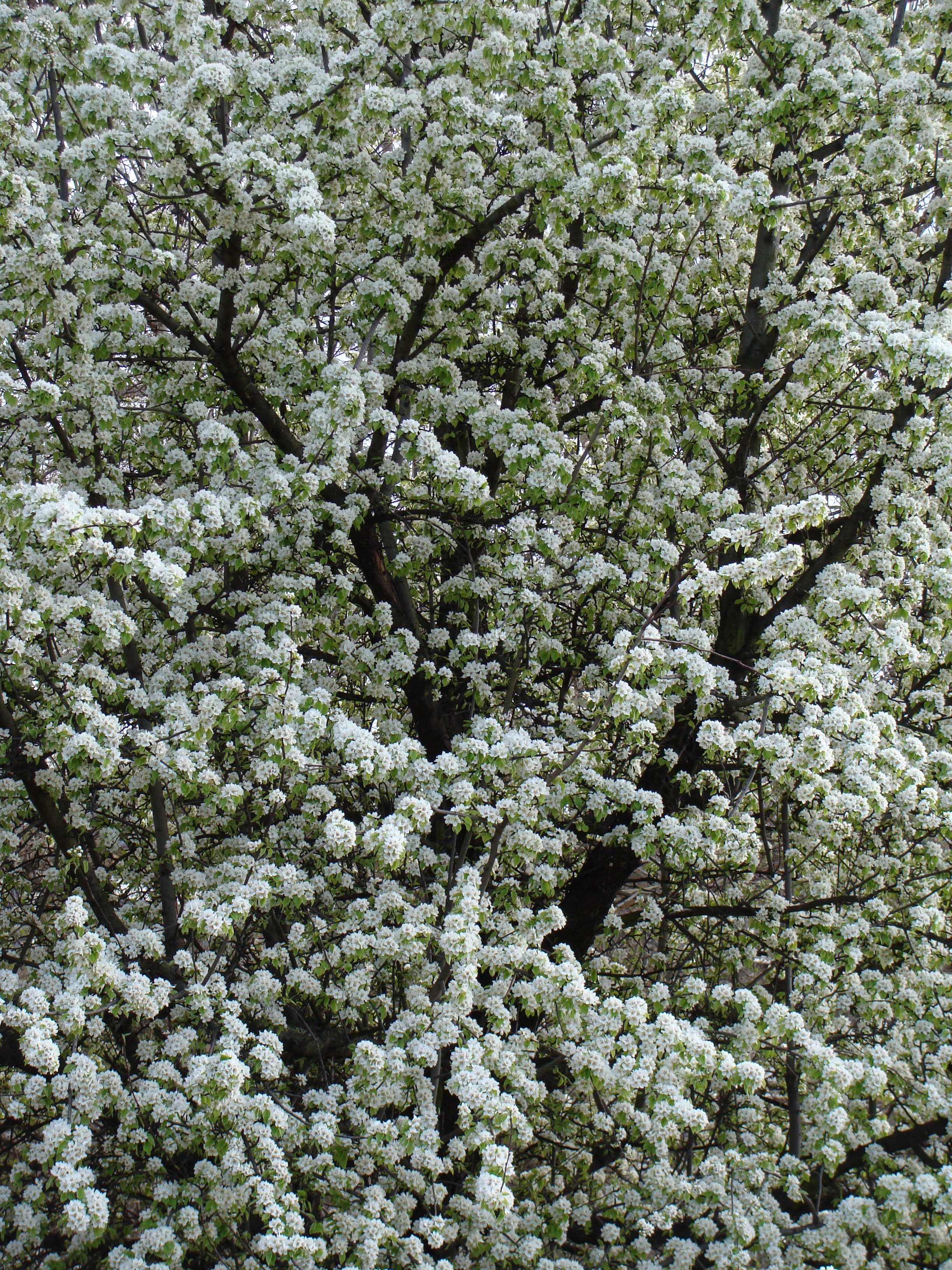
Floraison très dense (début avril, Paris)
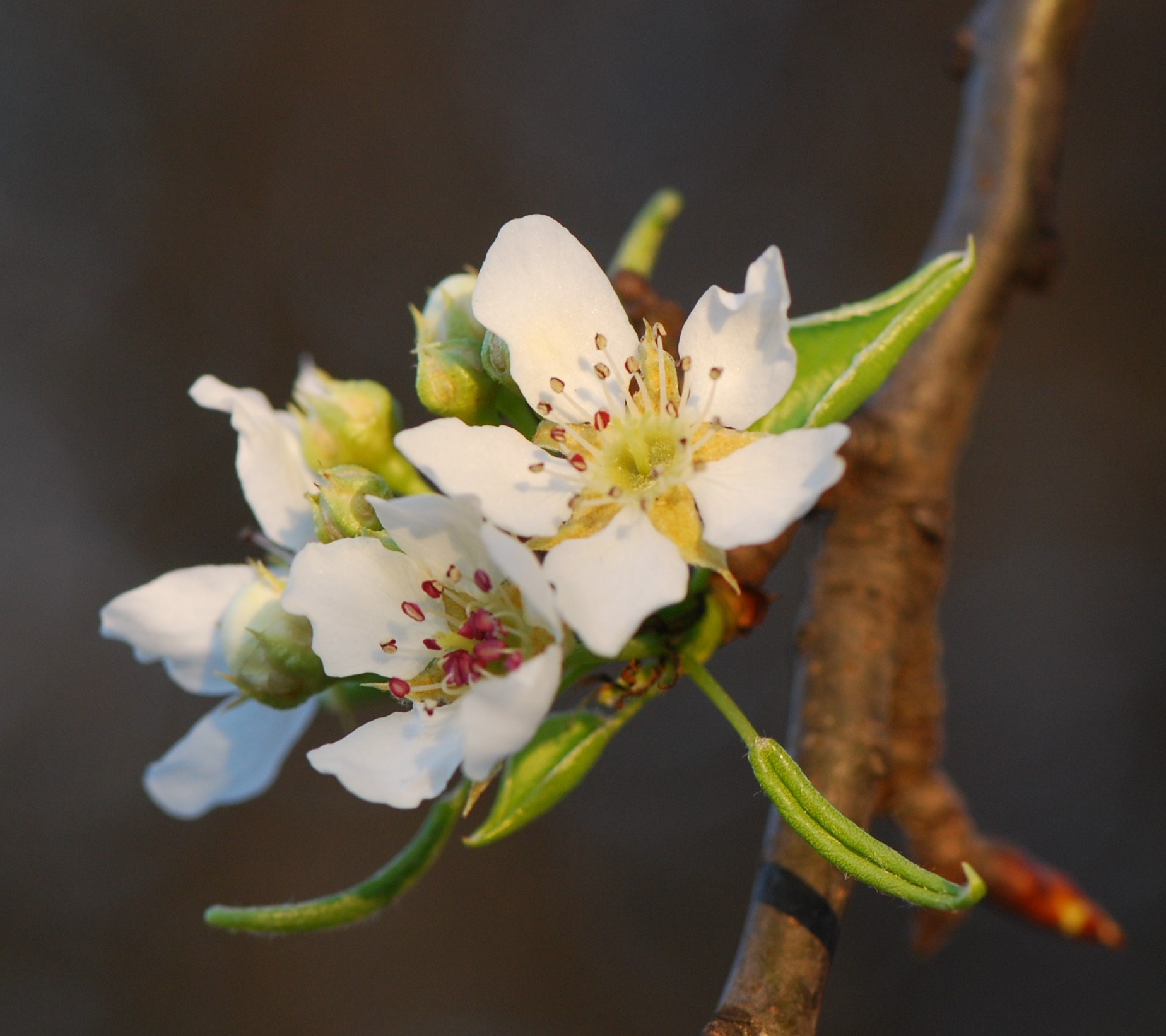
Fleurs, 5 pétales blancs, stigmates rouges
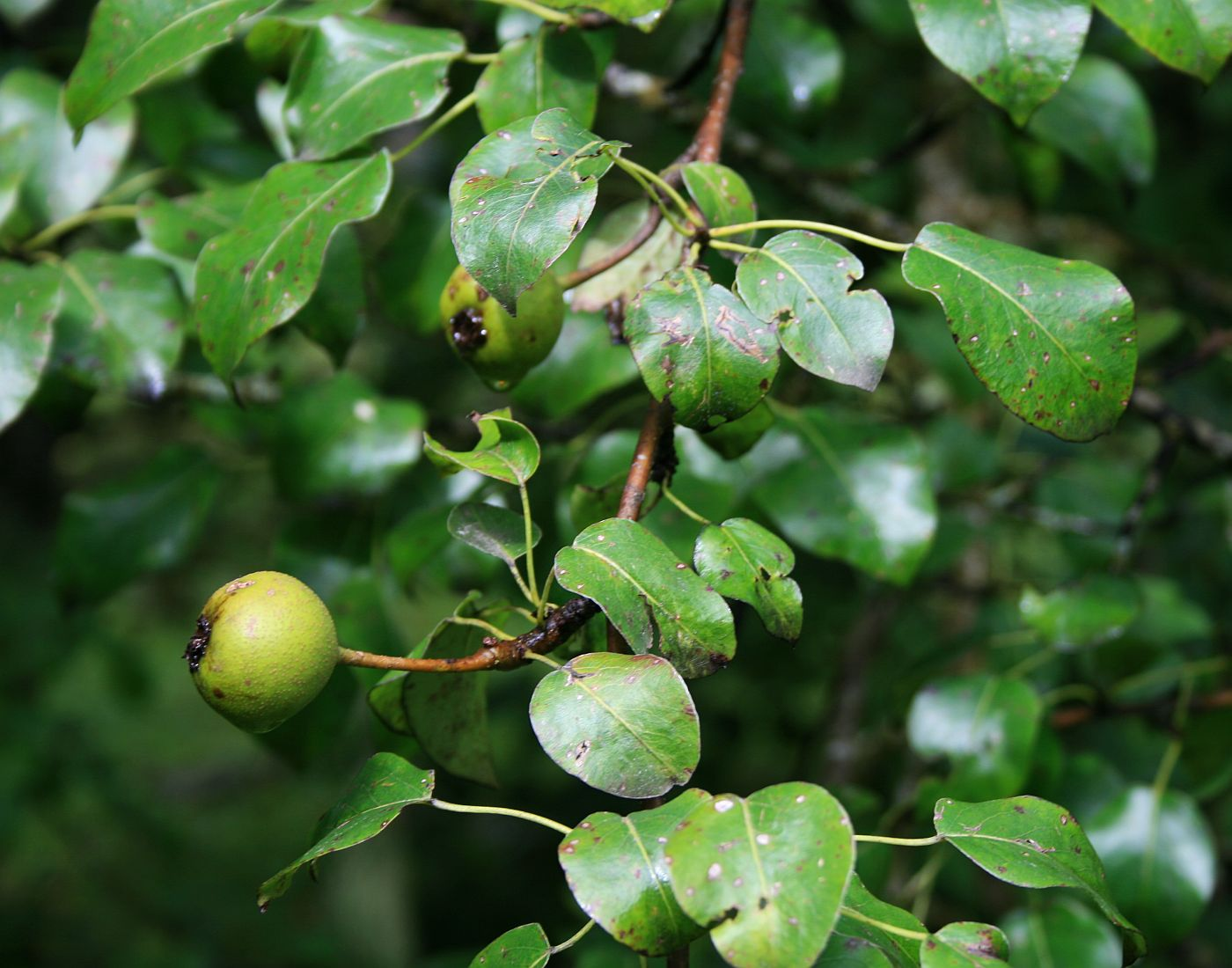
Fruit (Géorgie)

## Distribution
Pyrus caucasica est une espèce endémique des montagnes du Caucase,.
P. caucasica, l'espèce endémique du Caucase, est la plus répandue parmi les 11 espèces de poiriers sauvages de Géorgie et est considérée comme la principale espèce progénitrice des cultivars de poiriers locaux. Il s'observe à l'état sauvage aussi bien en Géorgie qu'en Arménie.  En Arménie, il pousse dans les régions d'Ashotsk (Haut Akhuryan), de Lap, de Noyemberyan , de Shamshadin, de Gugark et de Tumanyan (d'après le wikipedia arménien).
Le poirier du Caucase a été aussi trouvé dans les collections de Hongrie, Iran, Macédoine, Moldavie, Pologne, Roumanie, Russie, Serbie, Turquie et Ukraine (des USDA-ARS National Plant Germplasm System). Mais cette présence en dehors de la région du Caucase pourrait s'expliquer par la plantation de cet arbre à l'époque soviétique dans des vergers éloignés pour produire des porte-greffes pour les arbres fruitiers.

## Analyses phylogénétiques
Après avoir été traité comme une espèce indépendante, en raison d'une distribution géographique isolée et de caractères morphologiques propres,  P. caucasica est maintenant traité comme un ancêtre sauvage du poirier européen Pyrus communis. Du fait de l'étroite affinité morphologiques de P. pyraster et de P. caucasica, et de leur interfertilité avec la forme cultivée de P. communis, ces poiriers sauvages sont considérés comme les deux sous-espèces sauvages éco-géographiques du complexe spécifique d'où le poirier cultivé européen, P. communis, a pu dériver.
Dans une étude des relations génétiques entre les espèces de poiriers sauvages de Géorgie et les cultivars introduits et locaux de Géorgie, Asanidze et al., (2014) ont montré que ces derniers étaient génétiquement similaires à P. caucasica et P. balansae ce qui suggère qu'ils peuvent provenir de poiriers indigènes. Les analyses des marqueurs microsatellites ont conforté les travaux morphologiques antérieurs qui suggéraient une relation étroite entre les cultivars locaux de poirier géorgiens et de l'espèce sauvage P. caucasica. Par contre, les cultivars hybrides de poiriers partageaient les caractéristiques des deux espèces P. caucasica et P. pyraster.
Dans le dendrogramme d'une analyse morphométrique comparative (Asanidze, Akhaltasi, Gvritishvili, 2011), un premier groupe rassemble les deux espèces sauvages P. caucasica, P. balansae avec 15 cultivars de poiriers géorgiens locaux (non importés), alors qu'un autre groupe éloigné rassemble P. pyraster et des cultivars de poiriers d'Europe occidentale (comme Beurré d'Anjou, Saint Germain) et des poires asiatiques sableuses.